# Dytikes Synoikies
Dytikes Synoikies é uma banda de rock grega, da cidade de Tessalônica.

## Integrantes
- Kostas Mylosis - vocalista e guitarrista;[2]
- Vassilis Matzouranis - guitarrista;
- Tassos Gerovasileiou - baixista
- Giannis Karmas - baixista;
- Christos Kiatas -  baterista.